# Gruppo di NGC 5044
Il Gruppo di NGC 5044 è un gruppo di galassie situato nella costellazione della Vergine alla distanza di circa 129 milioni di anni luce dalla Terra.
Il gruppo è formato da oltre un centinaio di galassie prevalentemente spirali e nane dominate dalla galassia ellittica NGC 5044 da cui deriva il nome del gruppo.
Lo spazio intergalattico del gruppo è permeato da abbondante gas di idrogeno caldo che raggiunge temperature di oltre 10 milioni di gradi. Ciò comporta una notevole emissione di radiazioni nella banda dei raggi X che rende il gruppo tra i più luminosi visibili nell'ambito di tale spettro elettromagnetico.
Alcune galassie componenti del gruppo di NGC 5044